# استنلی روبین
استنلی روبین (انگلیسی: Stanley Rubin; ۸ اکتبر ۱۹۱۷ – ۲ مارس ۲۰۱۴) یک فیلم‌نامه‌نویس و تهیه‌کننده اهل ایالات متحده آمریکا بود.
وی تهیه‌کننده فیلم‌هایی همچون فرانسیس در نیروی دریایی و نویسنده ماکائو بوده، روبین همچنین برندهٔ جوایزی همچون جایزه امی شده است.